# هلن فلنگن
هلن فِـلَـنِـگِـن (انگلیسی: Helen Flanagan؛ زادهٔ ۷ اوت ۱۹۹۰) بازیگر، مدل و ستاره اهل بریتانیا است. وی از سال ۲۰۰۰ میلادی تاکنون مشغول فعالیت بوده‌است.
از فیلم‌ها یا مجموعه‌های تلویزیونی که وی در آن‌ها نقش داشته‌است می‌توان به شهر هالبی اشاره نمود.